# جزيرة بارونغ
جزيرة بارونغ وهي جزيرة من جزر إندونيسيا، وتقع في إقليم جاوة الشرقية ضمن جزر سوندا الكبرى.